# Helarctos malayanus euryspilus
El oso malayo de Borneo (Helarctos malayanus euryptilus) es una de las dos subespecies del oso malayo (Helarctos malayanus), un mamífero carnívoro de la familia de los úrsidos.
Habita sólo en la isla de Borneo, mientras que la otra subespecie (H. m. malayanus) habita en Asia continental y Sumatra. Otra diferencia es que el cráneo de H. m. euryptilus es más pequeño que el de H. m. malayanus.

## Estudios
En el año 2013 se publicó una investigación acerca de la influencia del ruido ambiental en el comportamiento materno en un oso malayo de Borneo. En un principio se hizo la correlación entre los patrones de comportamiento y vocales en una madre y un cachorro de oso sol de Borneo con los niveles de ruido ambiental durante el período posparto de 6 meses. Se planteó la hipótesis de que el ruido ambiental fuerte se correlacionaría con cambios en el comportamiento, y se predijo que el ruido se correlacionaría negativamente con el comportamiento de cuidado materno, enmascarando potencialmente las vocalizaciones del cachorro o proporcionando una distracción a la madre. Contrariamente a lo esperado, se encontró que la madre pasó significativamente más tiempo atendiendo a su cachorro (P = 0.03) en los días ruidosos. También encontramos que tendía a dedicar menos tiempo a alimentarse (P = 0,08); sin embargo, el tiempo que pasó descansando no se vio afectado. El cachorro era aproximadamente dos veces más vocal en los días ruidosos, aunque estos resultados no fueron estadísticamente significativos (tarareo: P = 0.10; graznidos / gritos: P = 0.14). Tomados en conjunto, estos resultados sugirieron que la respuesta conductual al ruido ambiental puede tener costos energéticos potenciales y, como resultado, se deben realizar esfuerzos para reducir la exposición al ruido ambiental durante el período posparto.
En otro estudio, publicado en el año 2012, se investigó el contraste con el patrón no estacional observado en las hormonas. Los nacimientos de osos solares en cautiverio en América del Norte ocurrieron con mayor frecuencia en otoño o invierno. Este leve pico en los nacimientos históricos se correlacionó con una leve elevación en la TE femenina del estudio 3 meses antes. El patrón de un pico de nacimientos otoño-invierno sugiere una similitud temporal con los osos templados (Garshelis 2004; Spady et al. 2007), o que es más probable que los ciclos estrales de primavera y verano sean conceptuales. Los patrones de nacimiento de los osos malayos salvajes muestran una tendencia similar. Durante un estudio de 2 años en Kalimantan, Borneo, nacieron más cachorros durante la estación húmeda (n = 11) de noviembre a abril que durante la estación seca (n = 7) de mayo a octubre (Schwarzenberger et al.2004). Las especies que se reproducen durante todo el año aún pueden mostrar picos de nacimiento que reflejan las condiciones que favorecen la concepción y la disponibilidad de alimentos durante el destete. Aunque esta tendencia estacional en los nacimientos de osos malayos es sutil en comparación con la obvia estacionalidad observada en otras especies de osos, sí sugiere que los osos solares pueden ser sensibles a algunas señales ambientales estacionales.